# Música Concreta (álbum)
Música Concreta é o segundo álbum de estúdio da banda portuguesa Ban.
 Foi lançado em 1989 pela editora EMI.
 Destacam-se os temas "Dias Atlânticos", "Desnexos (Essenciais)", "Excesso, aqui", "Entre o Nada e o Nada", "Euforia" ou o calmo "Suave", músicas que viriam a integrar a compilação de 1994 Num Filme Sempre Pop.

## Faixas
1. "Excesso, aqui" 4:46
2. "Entre o Nada e o Nada" 4:25
3. "Euforia" 4:29
4. "Desnexos (Essenciais)" 5:07
5. "Dias Atlânticos" 3:34
6. "Sobre Humor" 4:44
7. "Historias de Desejar" 5:31
8. "Faz de Conta" 3:38
9. "Suave" 4:27
10. "No Imenso Absoluto" 3:46